# Michel-Joseph Froger de l'Éguille
Pour les articles homonymes, voir Froger et famille Froger de la Rigaudière et de l'Éguille.
Ne doit pas être confondu avec son père Michel Froger de l'Éguille ou son fils Michel-Henry Froger de l'Éguille.
Michel-Joseph Froger, seigneur de l'Éguille, né à Rochefort le 30 mars 1705, décédé à Angoulême le 5 septembre 1772, est un officier de marine français qui se distingue dans la chasse aux corsaires et pendant la guerre de Sept Ans. Chef d'escadre aux Indes, il contribue puissamment avec ses vaisseaux à remporter la bataille de Pondichéry. Il est nommé ensuite commandant de la marine à Rochefort et lieutenant général des armées navales. Il est aussi membre de l'Académie de marine.

## Biographie

### Origine
Natif de Rochefort, Michel-Joseph Froger de l'Éguille a une date de naissance et une filiation différentes selon les auteurs. Selon Taillemite et selon le Dictionnaire de biographie française, il est né à Marennes en Saintonge en 1702, ; pour J. Daniel, il est plutôt né en 1705 à Rochefort.
Selon Rainguet, il serait le fils aîné d'André de Froger, lieutenant de vaisseau mort en service, chevalier de Saint-Louis, et de Judith Brisson. Selon la plupart des sources, plus récentes, Michel-Joseph est plutôt un fils de Michel Froger de Laudouine et de Quitaud, ou de l'Éguille, lieutenant de vaisseau anobli par Louis XV en 1711, chevalier de Saint-Louis, et de Marie-Louise Régnier, mariés vers 1700, et le neveu du lieutenant de vaisseau André de Froger,,.
Il est de la famille des seigneurs de l'Éguille et de La Rigaudière, à Médis, et il hérite du titre de seigneur de L'Éguille. Ses oncles sont André, seigneur de La Rigaudière, père de Michel-André Froger de La Rigaudière, officier de marine, commandant de L'Aquilon ; Henri André, seigneur, baron de Champagne, commandant de garde-côtes, chevalier de Saint-Louis ; Louis Honoré, lieutenant-commandant pour le roi à Port-de-Paix, chevalier de Saint-Louis. À la fin de sa vie, en 1765, il prétendra avec sa famille être de vieille noblesse normande, alors que sa famille n'est connue que depuis son grand-père originaire de la presqu'île d'Arvert en Saintonge, lequel était le gendre du capitaine de vaisseau Bression, seigneur de Saint-Bris.

### Officier de marine
Michel-Joseph Froger devient garde-marine à Rochefort à 20 ans, le 5 septembre 1722. Il embarque d'abord sur l'Apollon, un vaisseau de la Compagnie des Indes, et croise le long des côtes d'Afrique, passe ensuite sur des vaisseaux de ligne français : sur la Néréide en 1724, l'année de son lancement ; en 1726 sur le Portefaix dans les parages des Antilles ; en 1727 sur l'Ardent, encore dans l'Atlantique ; en 1729 sur l'Éléphant, mais fait naufrage à l'entrée du Saint-Laurent. En 1730 et 1731, il participe à la chasse aux contrebandiers et aux pirates dans la mer des Antilles, d'abord sur la Gironde puis sur le François, notamment aux abords de Sainte-Lucie, de Saint-Domingue et de l'Île Sainte-Croix,.
Promu enseigne de vaisseau le 1er octobre 1732, il continue à faire campagne dans la même région, sur la Charente. En 1734 il passe à bord de la Gloire ; au siège de Dantzig, il prend part à la prise d'une frégate russe, le Mitau. De 1737 à 1741, il repart dans l'Atlantique, d'abord pour une mission au Canada sur le Héros, puis sur la Gironde et sur le Ferme. Devenu lieutenant de vaisseau le 1er mai 1741, il croise de nouveau dans l'Atlantique, sur le Dauphin Royal, vaisseau de 74 canons. Il reçoit le 1er janvier 1746 la croix de chevalier de Saint-Louis, puis est nommé la même année second du Tigre, et participe à l'expédition du duc d'Anville en Acadie,.

### Commandant, remporte plusieurs victoires
Froger de l'Éguille commande la frégate la Fidèle en 1748, et réussit à prendre deux navires corsaires. Il est blessé au cours de ce combat. L'année suivante, malgré la paix signée, il est attaqué par un navire corsaire anglais, supérieur en force ; il résiste d'abord, puis contre-attaque et remporte la victoire. En mai 1751, il est nommé capitaine de vaisseau, mais se plaint de n'avoir pas été nommé plus tôt, à l'issue de sa campagne antérieure. Il commande en 1752 la Nymphe en Martinique. En 1755, il reçoit de Louis XV des instructions spéciales et commande la Diane, en mission au Canada avec l'escadre de Dubois de La Motte. En Méditerranée en 1756, il commande à partir du 1er avril le Foudroyant, vaisseau de 80 canons, et participe le 20 mai à la victoire française lors de la bataille de Port-Mahon qui aboutit à la prise de Minorque. Il commande ensuite l’Entreprenant, un vaisseau de 74 canons, en 1757,,.

### Chef d'escadre puis lieutenant général

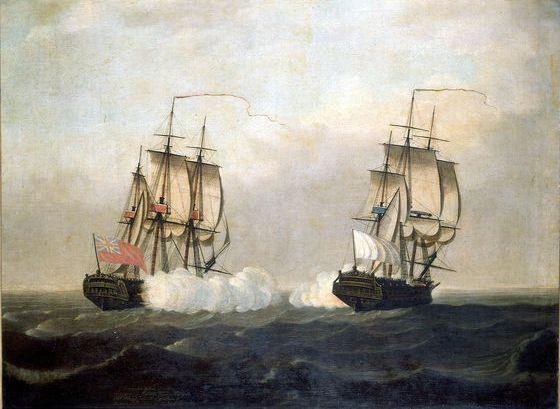
La bataille de Pondichéry où Froger de l'Éguille commande en second l'escadre française.

En 1758, il commande une petite escadre composée du Minotaure, de l’Illustre (commandé par Jacques de Ruis-Embito) et de l’Actif (commandé par de Beauchesne), trois vaisseaux de 64 canons avec lesquels il est chargé de renforcer l'escadre française aux Indes. Il arrive début octobre à l'Isle de France, suivi quelques jours plus tard de l'Illustre. Vu le nombre de malades, ils ont dû faire escale à Sant-Yago puis à Rio de Janeiro. Leur arrivée perturbe les approvisionnements de l'île, il est décidé d'envoyer une escadre sous les ordres du chevalier de Ruis pour chercher des approvisionnements au Cap de Bonne-Espérance. de Ruis obtient le remplacement du commissaire par son frère Antoine Claude Léon dit de Mondion. L'expédition est considérée comme un succès : des approvisionnements, une prise le Grantham et même du vin. À son retour Jacque de Ruis trouve de Froger de l'Éguille mourant, c'est encore gravement malade qu'il quitte l'Isle de France pour l'Inde en juillet 1759.
Froger de l'Éguille participe au relatif succès de la bataille de Pondichéry le 10 septembre 1759, sur la côte de Coromandel, où il commande en second l'escadre française dirigée par Anne Antoine d'Aché, composée de quatre vaisseaux royaux – dont les trois vaisseaux de 64 qu'il commande – et de sept navires de la Compagnie des Indes. Au cours de ce combat Jacques de Ruis est gravement blessé et doit laisser le commandement au chevalier de Cours de Lussaignet.
Vers 1760, une première polémique s'élève : Froger de l'Éguille aurait dit que les officiers de la Compagnie des Indes ne valent pas mieux que des officiers mariniers ; cette opinion, non partagée, est jugée injuste. Une seconde polémique s'élève après le retour des Indes entre lui et les frères de Ruis-Embito : le chevalier Jacques de Ruis et de Mondion : le retard d'arrivée à l'Isle de France en octobre 1758 serait dû aux affaires réalisées sur place à Rio par J. de Ruis, une spéculation sur le vin acheté au Cap de Bonne-Espérance, J. de Ruis voulant jouer un rôle auprès de d'Aché lui aurait nui. Mondion a refusé d'être son commissaire lors de son retour en France car ses comptes ne seraient pas terminés. Pour appuyer sa cause, Froger de l'Éguille fait au ministre un rapport de 21 pages. J. de Ruis et de Cours de Lussaignet seront condamnés à un an de prison pour avoir donné leur démission à la suite de leur différend avec d'Aché qui les met en cause pour ne pas avoir eu une victoire plus définitive. Ils seront réhabilités deux après.
Fin 1760, d'Aché rentre en France. Froger hérite alors du commandement de toute l'escadre, puis reçoit l'année suivante l'ordre d'en ramener une partie en France.
Il est nommé en 1761 chef d'escadre des armées navales, avec rang dès 1757. Il est ensuite commandant de la marine à Rochefort le 28 décembre 1762, puis lieutenant général des armées navales le 5 novembre 1766,,. À la fin de sa vie, il se montre nettement plus théoricien qu'à ses débuts. Il est signalé en 1767 comme ayant de nombreuses absences, et doit parfois être remplacé dans son commandement de la marine.

### Hommages et récompenses
Froger de l'Éguille est fait Commandeur de l'ordre de Saint-Louis le 15 août 1768 (il était déjà chevalier de cet ordre depuis 1746),. Il totalise vingt-trois campagnes et plusieurs blessures.
Comme autres récompenses, il reçoit à partir de novembre 1756 une pension sur le Trésor royal, d'un montant de 1 000 francs porté ensuite à 1 200 francs, puis à partir de juillet 1762 une pension supplémentaire, quand il est chef d'escadre, de 1 500 francs, sur l'ordre de Saint-Louis. Plus tard, il touche une pension de 2 200 livres sur le Trésor royal ; la proposition est faite au roi de rendre réversible cette pension, ce qui est accepté par Louis XV.
Membre de l'Académie de marine depuis sa création en 1752, il en est nommé membre honoraire en 1768.

### Esprit des Lumières, décès, postérité
Animé de l'esprit des Lumières, il se félicite en 1770 d'être un « père-citoyen », enseignant lui-même les mathématiques à ses fils.
Il meurt le 5 septembre 1772 à Angoulême, dans sa soixante-dixième année, dont cinquante passées dans la Marine royale,.
- Il avait épousé Marie-Thérèse Gaudion de La Vannerie, fille de Jean Gaudion de La Vannerie, seigneur d'Ardillières, trésorier de la marine au département de Rochefort, et petite-fille de Pierre Le Moyne d'Iberville, et a deux fils[3] :
  - Michel-Henry Froger de l'Éguille (1747-1795), capitaine de vaisseau, fusillé à Vannes après le débarquement de Quiberon.
  - Louis de Froger (1750-1795), combattant de la guerre d'indépendance des États-Unis, cofondateur de l'ordre de Cincinnatus, capitaine de vaisseau, major général d'escadre, fusillé à Vannes comme son frère.

## Distinctions
- Commandeur de l'ordre de Saint-Louis, 1768[4].
- Membre de l'Académie de marine, depuis sa création en 1752[16].